# Damon Lindelof
Damon Lindelof (ur. 24 kwietnia 1973 w Teaneck, w stanie New Jersey) – amerykański scenarzysta i producent telewizyjny. Zajmuje się głównie pisaniem scenariuszy do seriali telewizyjnych.

## Twórczość
Pierwszym serialem, do którego Lindelof pisał scenariusze była emitowana w latach 1998–2000 seria Nash Bridges. Później pisał scenariusze do pojedynczych odcinków w różnych seriach telewizyjnych aż został scenarzystą serialu Jordan (2001–2007). Największą sławę jednak przyniosła mu emitowana od 2004 seria Zagubieni. Razem z Carltonem Cuse są głównymi scenarzystami serialu oraz prowadzą jego oficjalny podcast. Oprócz tego Lindelof jest producentem znacznej części odcinków seriali, do których pisał scenariusze. Razem z J.J. Abramsem (głównym producentem Zagubionych) jest także producentem filmu Star Trek (2009).
W 2015 napisał wraz z Bradem Birdem scenariusz do filmu Kraina jutra.